# Michel Dorance
 (août 2014).
Le général Michel Dorance (Paris, 13 août 1914 - Montpellier, 17 janvier 1986) est un as de la campagne de France, ayant commandé par la suite la base aérienne 112 de Reims à la fin des années 1950.

## Biographie
Né le 13 août 1914 à Paris, Michel Dorance fut élève au lycée Saint-Louis. Désirant entrer dans la Marine, il prépare le concours d'entrée à l'École navale mais est recalé. Sa famille rencontrant des difficultés financières, il s'engage dans l'armée et le 22 octobre 1934, se présentant à l'intendance militaire de Paris, obtient son incorporation dans l'Armée de l’air.
Admis à l'école des élèves-officiers du personnel navigant, il parvient à présenter le tout premier concours de recrutement direct de la nouvelle École de l'air. Reçu huitième, il intègre à Versailles le 3 novembre 1935 la première promotion « Guynemer » de cette école. Sorti sous-lieutenant en octobre 1937, il veut intégrer l'aviation de chasse et se voit affecter en juillet 1938 à l'escadrille SPA 75, seconde escadrille du Groupe de Chasse I/5, premier Groupe de la 5e Escadre de Chasse de Reims dotée l’année suivante du fameux Curtiss H-75 américain.
Lieutenant depuis le 3 octobre 1939, il prend la tête de son escadrille le 12 mars 1940 puis officiellement le 7 avril. À l'issue de la campagne de France (10 mai-24 juin 1940) il affiche à son actif quatre-vingt-dix-neuf missions de guerre pour treize victoires homologuées et trois autres probables lui conférant le statut de 3e as français de la campagne. Selon une autre source, son actif serait de 3 victoires homologuées, 11 victoires en collaboration, 2 victoires probables, 2 victoires probables en collaboration.
C'est replié au Maroc avec ses camarades pilotes qu’il apprend la défaite de la France. S’il veut d’abord poursuivre la lutte, il se ravise toutefois lorsque, chargé le 3 juillet 1940 de défendre l'escadre française embossée à Mers el-Kébir, il est écœuré par l’action de la Royal Navy qui y coule le cuirassé Bretagne, endommage le cuirassé Provence, le croiseur de bataille Dunkerque et le contre-torpilleur Volta, causant la mort de 1297 marins français. Renonçant à gagner la Grande-Bretagne, il est nommé aux États-Unis où il arrive le 4 octobre 1940 en tant qu’attaché de l’Air adjoint à Washington – fonctions pour lesquelles le capitaine Jean Accart, son camarade du GC I/5, encore convalescent à cette date, avait été initialement pressenti.
Après le débarquement allié en Afrique du Nord, il rejoint Alger le 2 avril 1943, il est ignoré pendant quelque temps par les autorités mais reçoit néanmoins une affectation le 1er juin 1943 : le Groupe de Chasse I/3. En septembre de la même année, il prend le commandement du Groupe de Chasse I/7 « Provence » basé à Bône. Équipé par les Britanniques, il se familiarise avec le Spitfire V et effectue des missions de protection des convois maritimes. Il participe ensuite activement à la libération de la Corse, île à partir de laquelle son groupe bombarde l'Italie. Pendant l'hiver de 1944-1945, il est incorporé dans la Royal Air Force en tant que wing commander (un équivalent de lieutenant-colonel dans l'aviation française) et pilote un Spitfire IX. Basé à Anvers, son Groupe de chasse a à subir les attaques répétées des V1 et des V2 allemands mais lutte jusqu’à la fin ; à la Libération, il se trouve au nord de l'Allemagne, sur le terrain de Lingen.
Il est envoyé dès novembre 1945 à Friedrichshafen en Allemagne. À son retour à Paris en décembre 1947, au grade de commandant, il part pour Rabat au Maroc où il est chargé de la direction de la 6e Escadre de Chasse et de Bombardement équipée de Mosquito.
En septembre 1949, il s'envole pour la Grande-Bretagne avec d’autres officiers pour une mission d’évaluation des performances des avions à réaction de la Royal Air Force. Objectif : tester les De Havilland 100 Vampire et les Meteor susceptibles d'équiper les groupes français. Le 1er octobre, il est affecté avec le grade de lieutenant-colonel à Metz au groupement de contrôle tactique aérien. À la fin de l'année 1951, il est admis à l'École de guerre aérienne dont il suit pendant un an les cours. Il retrouve l'Allemagne en 1952 au sein de la section plan de la 4e ATAF. Puis, promu colonel, il revient à l’École de l'air de Salon-de-Provence où il passe trois ans voués à l'instruction. En 1958, il quitte le Midi pour Reims, succédant le 15 juillet au colonel Gabriel Gauthier en tant que chef de la 3e brigade aérienne et de la base aérienne 112. Deux ans plus tard, en 1960, il part pour l'Allemagne et gagne Baden-Baden où il commande l'école des opérations aériennes.
En 1961, à son retour en France, il intègre à Fontainebleau l’état-major des forces aériennes alliées Centre-Europe. Nommé général de brigade aérienne le 1er avril 1961, il est envoyé aux États-Unis comme attaché de l'air près l'ambassade de France à Washington. Promu général de division aérienne en septembre 1964, il quitte le service actif le 1er décembre 1966. Retiré dans le sud de la France près des Baux-de-Provence, il consacra les vingt dernières années de sa vie à la peinture.
Michel Dorance s'est éteint le 17 janvier 1986. Il totalisait dix-huit victoires aériennes (quatorze victoires homologuées et quatre probables).

## Décoration
- Croix de guerre 1939–1945